# Pep Talk
『Pep Talk』（ペップ・トーク）は、国生さゆりの1st・スタジオ・アルバム。1986年7月16日発売。発売元は、CBS・ソニー。

## 解説
1980年代に活躍した女性アイドル・グループのおニャン子クラブに所属していた国生さゆりが、ソロ歌手として発表した初めてのオリジナル・アルバム。
先行リリースのシングル「バレンタイン・キッス」「夏を待てない」が収録されている。作詞はすべて秋元康、編曲は佐藤準による。
「バレンタイン・キッス」は毎年バレンタインデーになるとテレビやラジオで流れる機会が増える、スタンダード・ナンバーとなった。
歌詞ブックレット冒頭には、国生本人がコメントしたように書かれたライナーノーツと全曲紹介が掲載されている。また、抽選でスポーツ・タオルが当たる応募券付。

## 収録曲
全曲作詞：秋元康、編曲：佐藤準
A面
1. “I Love You!”を翼にして [4:26]
作曲：黒住憲五
2. 青春のナイフ [4:19]
作曲：佐藤準
3. キスした跡は残さないで [4:19]
作曲：瀬井広明
4. 夏を待てない [3:42]
作曲：後藤次利
  - 通算2枚目のソロ・シングル。
  - B面曲「サンバを躍らせて」は未収録。
5. 夏の涙はレイン・レイン・レイン [3:57]
作曲：瀬井広明

B面
1. 砂まじりのトラベリンバス [4:02]
作曲：南佳孝
2. 恋はRing Ring Ring [3:06]
作曲：中崎英也
  - シングル「バレンタイン・キッス」のB面曲。
  - 表記無しだがアルバム・バージョン
3. 秋のシャツを着て [5:09]
作曲：松根文
  - 納得がいくボーカルが録れるまで3日かかったという楽曲[2]。
4. バレンタイン・キッス [3:33]
作曲：瀬井広明
  - ソロデビュー曲。
  - 名義は国生さゆり with おニャン子クラブ（白石麻子・渡辺美奈代）。
5. 書きかけのダイアリー [4:04]
作曲：瀬井広明

## 関連作品
- デビューアルバムに針を落として… おニャン子クラブ編 M-1
- 家宝 M-4・9
- おニャン子クラブA面コレクション M-4・9
- おニャン子クラブB面コレクション M-7

## 発売履歴
| 発売日        | レーベル    | 規格 | 規格品番  |
| ------------- | ----------- | ---- | --------- |
| 1986年7月16日 | CBS・ソニー | LP   | 28AH-2068 |
| 1986年7月16日 | CBS・ソニー | CT   | 28KH‐1903 |
| 1986年7月16日 | CBS・ソニー | CD   | 32DH-462  |